# Birra analcolica

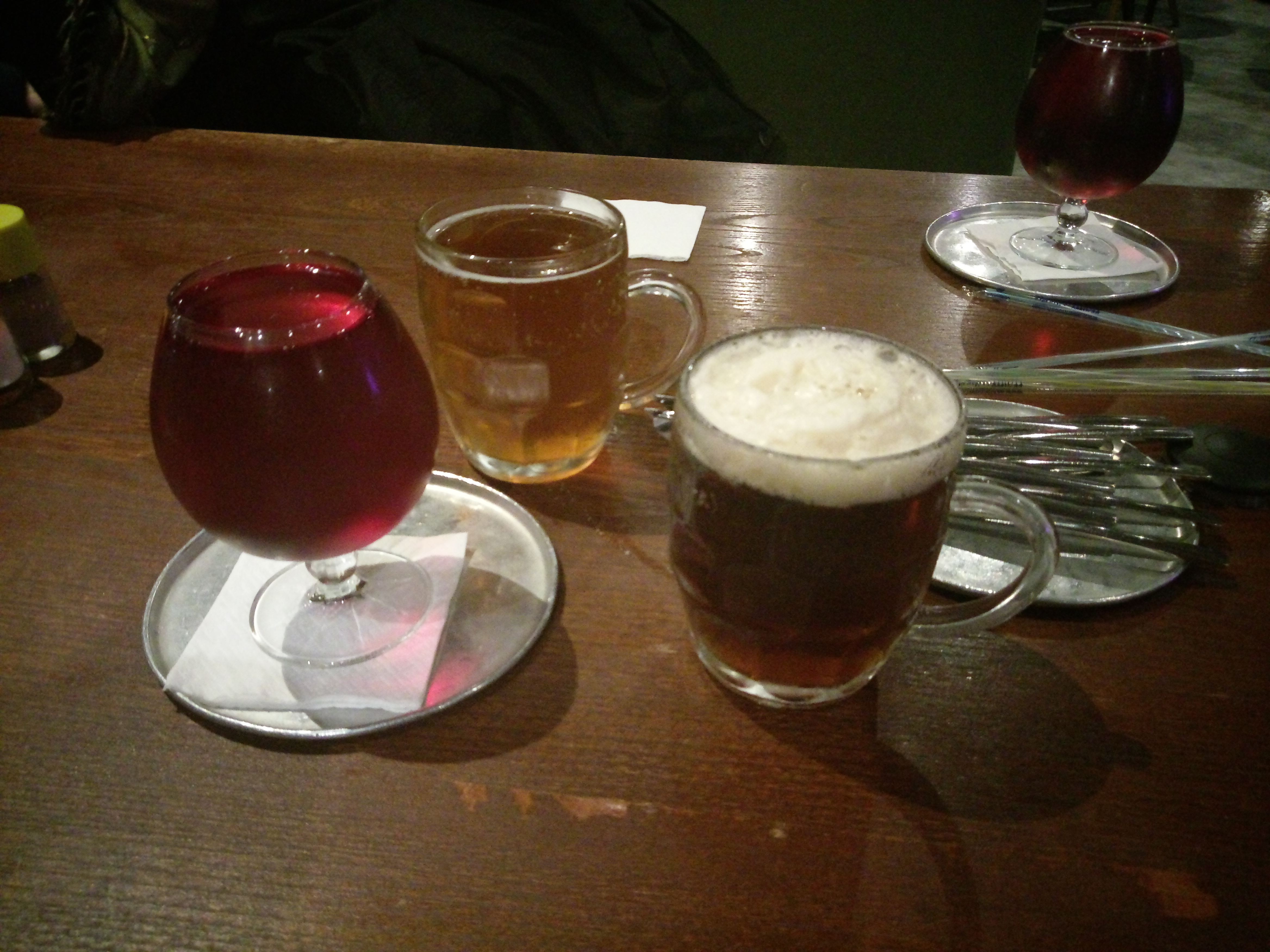
Birre analcoliche in Iran, dove l'alcool è vietato dalla Shari'a

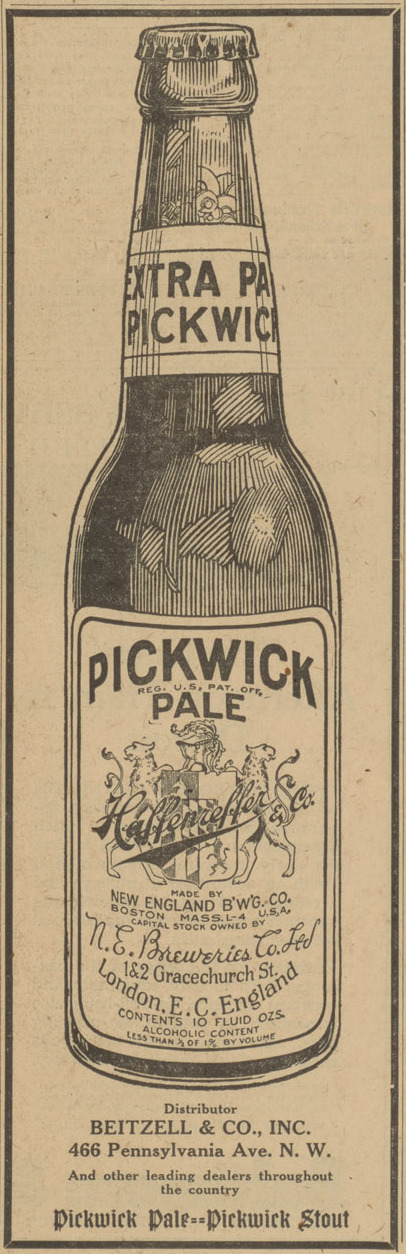
Pubblicità di una birra analcolica del 1925

La birra analcolica,  o  birra a basso contenuto alcolico o birra leggera, è una birra con poco o nessun contenuto di alcol, che ha lo scopo di riprodurre il sapore della birra eliminando o riducendo l'effetto d'ebbrezza, i carboidrati e le calorie delle normali birre alcoliche. Le birre a basso o nullo contenuto alcolico possono essere di diversi tipologie e gradazioni.

## Storia
Le birre a basso contenuto di alcol risalgono almeno all'Europa medievale, dove fungevano da alternativa meno pericolosa all'acqua che spesso era contaminata da feci e parassiti ed erano meno costose delle birre di qualità superiore e ad alto contenuto di alcol.
In epoca moderna e contemporanea, i movimenti per la temperanza, la necessità di vietare l'assunzione di alcol alla guida, all'uso di macchinari o in concomitanza con la somministrazione di determinati farmaci, hanno portato allo sviluppo delle birre analcoliche.
Negli Stati Uniti, secondo John Naleszkiewicz, le birre analcoliche furono promosse durante il proibizionismo. Nel 1917 il presidente Wilson propose di limitare il contenuto alcolico delle bevande al malto al 2,75%, per cercare i consensi dei proibizionisti. Nel 1919 il Congresso approvò il Volstead Act che limitava il contenuto alcolico di tutte le bevande allo 0,5%. Queste bevande a bassissimo contenuto alcolico divennero i prodotti principali di molti birrifici che iniziarono a produrle per rimanere in attività nonostante il proibizionismo.
Nel Regno Unito nell'ottobre 2011 ad esempio, con l’introduzione di un’aliquota di imposta più bassa sulla birra a bassa gradazione alcolica (del 2,8% ABV o meno), ha  incentivato molti piccoli birrifici a produrre birra leggera e a creare birre artigianali più luppolate con un grado alcolico inferiore, per poterne abbassare i costi e aggirare la tassazione.
All'inizio del XXI secolo la birra analcolica ha visto un incremento e diffusione in Medio Oriente (che ne costituisce un terzo del mercato globale). Una delle ragioni di ciò, risiede nel fatto che i paesi di cultura o con legislazione di stampo islamico, per motivazioni religiose impediscono il consumo di alcol; perciò essi hanno emesso delle fatāwā che hanno consentito il consumo di birra, a condizione però che si potessero bere senza ubriacarsi.